# 삼영 (기업)
삼영(三榮, 영어: Sam Young)은 1959년에 설립을 한 대한민국의 합성수지제품을 만드는 기업이다.

## 연혁
- 1959년 4월 10일 ㈜삼영 전신인 삼영화학공업사로 최초설립
- 1963년 6월 상호명을 삼영화학공업㈜으로 변경
- 1963년 6월 국내최초 상표명을 왕관표로 표기하였다.
- 1965년 7월 대지4,000평에 건평1,000평을 추가확보를 한 삼영화학 신도림 사출성형,비닐공장 신설
- 1971년 7월 신도림공장에 CPP 필름용 T-DIE 압출기 도입 신설
- 1976년 6월 기업공개 한국증권거래소 주식성장 자본금 15억원으로 증자
- 1978년 4월 타일제조업체 삼영요업㈜ 인수
- 1978년 6월 도자기업체 고려애자공업 인수
- 1981년 6월 삼영화학 청주 스트레치필름공장 신설
- 1981년 12월 삼영화학 용인스폰지 공장 신설
- 1982년 9월 삼영화학이 개발을 한 무공해 스트레치필름 왕관표 썬랩 시판
- 1983년 10월 삼영화학 청주공장이 이축연신 복합필름 제5호기를 준공
- 1985년 3월 모기업인 삼영화학그룹 발촉
- 1985년 5월 삼영화학이 국내최초로 개발을 한 고급포장지 삼영펄지 시판
- 1986년 5월 삼영화학 구미 우유카톤팩공장 신설
- 1987년 10월 한국 최초 캐퍼시터(CAPACITOR) 1호기 신설
- 1996년 10월 20일 삼영화학 신도림사출성형,비닐공장 패쇄
- 1996년 11월 신도림공장 패쇄 이후 성형사출기 및 각종설비들이 구미공장과 청주공장에 각각 이전
- 1997년 1월 삼영화학 신도림공장 주택건설,사업계획 승인(現 신도림 동아2차)
- 1997년 2월 삼영화학 사출성형부문을 철수
- 1997년 7월 삼영화학공업㈜ 부설기술연구소 설립
- 1998년 3월 삼영화학 용인스폰지공장 패쇄
- 1999년 11월 삼영화학 용인스폰지공장 주택건설,사업계획 승인(現 동백역 월드메르디앙)
- 2000년 1월 자본금 170억원으로 증자
- 2000년 10월 캐퍼시터(CAPACITOR) 5호기 신설 (하이브리드용 자동차 부품)
- 2002년 8월 중국 다롄삼영화학 유한공사 기공
- 2003년 10월 2003년 금탑산업훈장 대통령포상 수상 (이종환 삼영화학그룹 회장)
- 2004년 4월 중국 다롄삼영화학 유한공사 완공
- 2007년 11월 CAPACITOR용 초박막 내열성 필름 특허 획득
- 2014년 7월 삼영화학 김해 BOPP 공장 폐쇄
- 2018년 10월 해외투자 삼영화학 베트남 법인 설립 (베트남, 동나이성)
- 2019년 3월 친환경 PO 랩 생산 개시 (삼영화학 청주공장)
- 2019년 6월 삼영화학 베트남 법인 PVC랩 생산개시
- 2019년 11월 통합운송관리 서비스업체 로지스팟에 서비스 공급계약체결
- 2020년 7월 삼영화학이 개발, 생산을 성공하는 친환경 위생랩 퓨어랩 최초공개
- 2020년 5월 출근한 모습, 그대로 "안전" 하게 퇴근하기 Golden Rules 캠페인 전개 (청주공장 및 구미공장)
- 2020년 10월 중소벤처기업부와 기술보증기금 주관 소재.부품.장비 강소기업 100 최종선정
- 2021년 9월 중소기업기술정보 진흥원과 연구개발 협약 (4년, 20억) '식품 연포장용 Recyclable All -PE Gas Barrier 필름개발'
- 2023년 5월 기존 사명을 삼영화학공업㈜에서 현재 사명을 ㈜삼영을 변경이 되었다.
- 2023년 9월 ㈜삼영 청주공장에 전기차용 초 박막 커패시터 필름공장 준공
- 2023년 10월 삼영 구미공장에 우유팩 생산중단이 되었다.

## 기사
2025년 3월 11일 충북 청주 공장에 전기차용 초박막 커패시터 필름 생산라인을 추가 신설해 가동에 들어갔다고 밝혔다. 삼영화학 회장 이석준은 "도심항공교통(UAM) 같은 소형 항공 시장과 드론, 로봇, 선박 등의 전기 사용 증가에 따라 2.0㎛ 초박막 커패시터 필름 시대도 곧 열릴 것"이라면서 "신규 라인의 생산 개시와 함께 일본이 주도하고 있는 글로벌 시장에 본격적인 출사표를 던지며 과점 체제에 균열을 내겠다"고 밝혔다. 삼영은 2021년부터 350억원을 들여 새로운 생산라인을 구축해 최근 최종 테스트를 마쳤다.

## 같이 보기
- 이종환
- 현석 → 1986년 광고모델